# Bullenpees

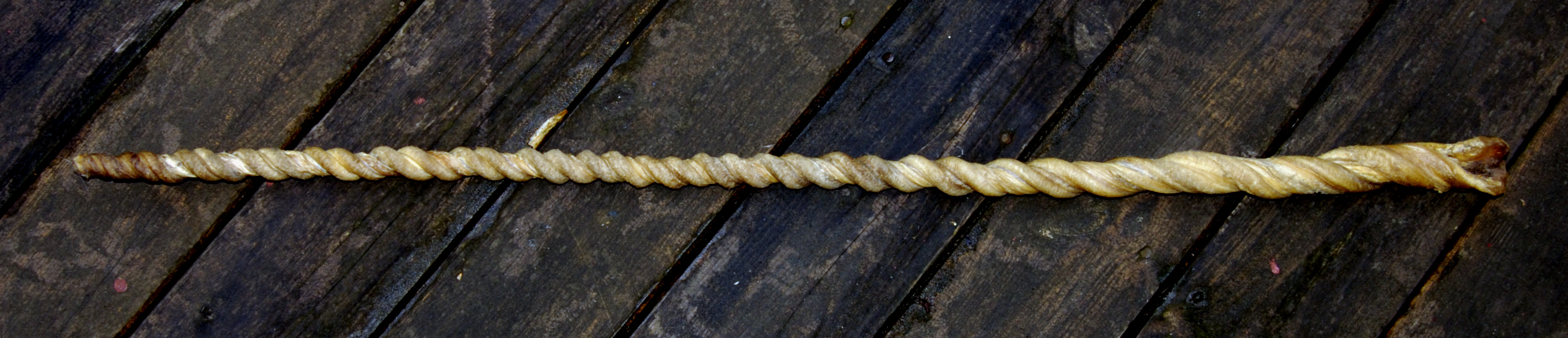
Moderne bullenpees, 90 cm lang, gewicht 315 g

Een bullenpees is een voorwerp, tussen een zweep en een stok in, dat ingezet werd om straffen uit te delen, bijvoorbeeld aan weeskinderen of slaven. De bullenpees is een gedroogde penis van een stier (bul). Een bullenpees is 75 tot 85 cm lang.
Een vroeg voorkomen van de term is in de regel: Ick selje de bullepees so sackereels elements legghen inje sy (ik zal je met mijn zweep zo afranselen...) uit de Spaanschen Brabander van Bredero uit 1617.
Een variant is de kameelpees. Een bullenpees wordt ook gebruikt als pezerik, om zagen te smeren.
In annotaties bij de werken van Joost van den Vondel uit 1929 wordt de bullenpees eufemistisch omschreven als een gedroogde holle spier.
Het gedroogde geslachtsdeel wordt keihard en zou nu nog als illegaal wapen gebruikt worden. Ten tijde van de Holocaust werden bullenpezen in de concentratiekampen Dachau en Mauthausen gebruikt om de gevangenen te mishandelen.

## Hondenvoer

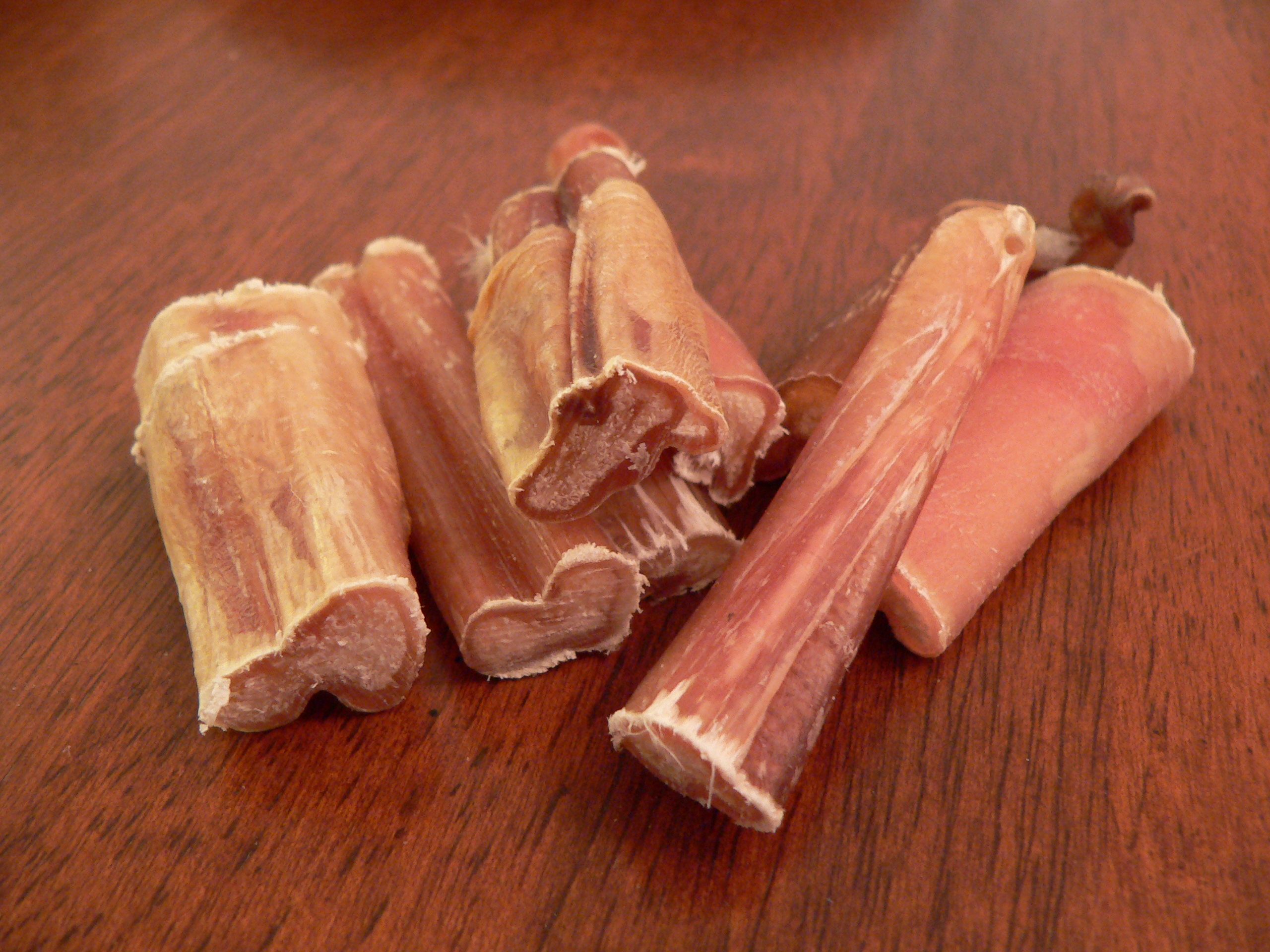
Bullenpees als hondenvoedsel

Het gedroogde orgaan wordt, op maat gezaagd, ook aan honden gegeven om op te kauwen.